# Mario Hernández Sánchez-Barba
Mario Hernández Sánchez-Barba   (Santa Cruz de Tenerife, 11 d'agost de 1925 - Madrid, 30 de novembre de 2021) va ser un historiador i americanista espanyol.

## Biografia
Va obtenir un títol de llicenciatura en Filosofia i Lletres per la Universitat de València en 1948 i un altre en Ciències Econòmiques en 1950, doctorant-se en 1952 a la Universitat de Madrid.
Pupil de Jaume Vicens Vives a la Universitat de Barcelona, va treballar també amb Fernand Braudel a la École Pratique des Hautes Études de París.
Hernández Sánchez-Barba, que es va convertir el 1968 catedràtic de la Universitat de Madrid (després Universitat Complutense de Madrid), posteriorment va continuar exercint com a professor a la Universitat Francisco de Vitoria.
D'ideologia franquista, el 1986 va dirigir una obra col·lectiva que incloïa lloances al cop del 23F.
Era pare del diplomàtic Manuel Hernández Ruigómez.

## Obres
- Mario Hernández Sánchez-Barba. Las tensiones históricas hispanoamericanas en el siglo XX.  Ediciones Guadarrama, 1961.[8]
- Mario Hernández Sánchez-Barba. Francisco de Vitoria.  Universidad Francisco de Vitoria, 2009.[9]
- Mario Hernández Sánchez-Barba. América Española, Historia e identidad en un mundo nuevo.  Trébede.[3]